# Helastia clandestina
Helastia clandestina är en fjärilsart som först beskrevs av Alfred Philpott 1921.  Helastia clandestina ingår i släktet Helastia och familjen mätare. Inga underarter finns listade i Catalogue of Life.